# Madonna del prato (Bellini)
Ne doit pas être confondu avec La Madone à la prairie.
Pour les articles homonymes, voir Prato (homonymie).

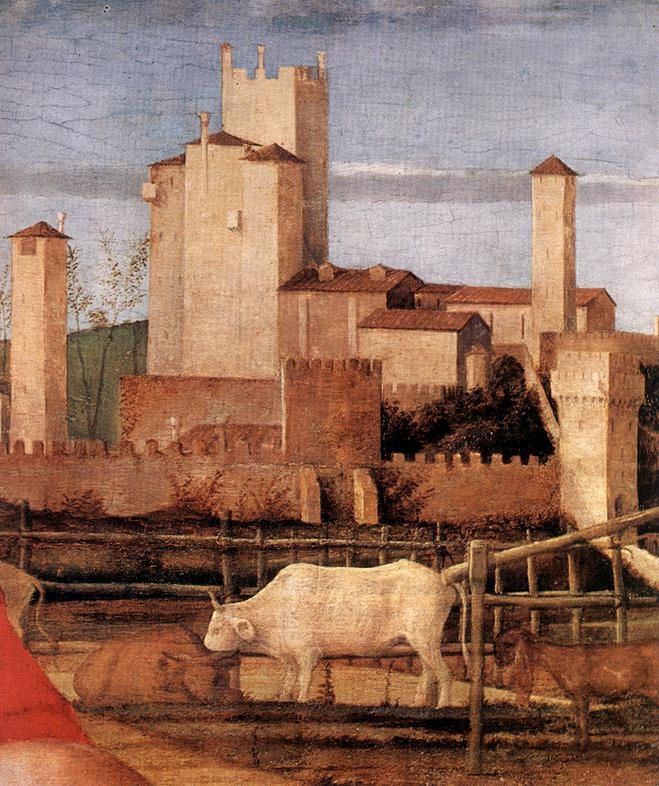
Détail du paysage.

La Madonna del prato est une peinture de Giovanni Bellini. Elle date d'environ 1505. Aujourd'hui, elle est conservée à la  National Gallery de Londres.

## Histoire
L'œuvre fut d'abord attribuée à Marco Basaiti et c'est C. Gronau, qui, le premier en  1928, définit Bellini comme son auteur. 
Son mauvais état de conservation imposa, en 1949, son transfert sur toile.

## Thème
Il s'agit d'une Vierge d'humilité, assise dans un décor champêtre, sans trône ni autre siège, et portant l'Enfant.

## Description
En plan rapproché, La Vierge assise dans ses habits bleu et rouge, les mains jointes et les yeux mi-clos, supporte l'Enfant nu, endormi la main droite sur le cœur, allongé sur ses genoux.
Le paysage qui prolonge le champ où elle est assise, étale des arbres, des figures humaines habillées de blanc, des animaux de ferme à gauche comme à droite, de part et d'autre de sa figure. Un aigle noir est perché sur les branches hautes de l'arbre le plus proche à gauche, un serpent brun foncé au sol menace un échassier blanc. 
Un château s'élève à droite sur un mont avec ses murailles et ses tours bien détaillées ; il est prolongé à droite par des bâtiments et un pont.
Une bordure de nuages traverse le ciel bleu à la hauteur perspective de la tête de la Vierge.

## Analyse
La composition en triangle est clairement établie par les pans bleus de la robe de Marie.
Par rapport aux éléments de base, on voit bien que les lignes sont utilisés avec des courbées. 
Les animaux convoquent la symbolique : l'aigle en Triomphe, le serpent de la Mort, vaincu par l'échassier en victoire par  la résurrection.
Les fortifications seraient les mura di Feltre, la colline une des Colle delle Capre, les bâtiments à droite, ceux du couvent Santa Maria del Prato et de son hospice.

## Sources
- (it) Cet article est partiellement ou en totalité issu de l’article de Wikipédia en italien intitulé « Madonna del Prato » (voir la liste des auteurs).